# Andrew Carnie
Andrew Carnie (19 d'abril de 1969) és un professor de lingüística canadenc a la Universitat d'Arizona. És autor i coautor de vuit llibres i té nombrosos articles publicats sobre la teoria sintàctica formal i els aspectes lingüístics del gaèlic escocès i de l'irlandès. Va néixer a Calgary, Alberta.
És també un professor reconegut de dansa balcànica i folclòrica internacional.

## Especialitats
- Sintaxi.
- Estructura del sintagma.
- Jerarquies gramaticals.
- Cas gramatical.
- Llengües celtes.
- Irlandès modern.
- Gaèlic escocès.

## Educació
- Llicenciat en Lingüística i Estudis Cèltics: Universitat de Toronto, 1991
- Doctor en Lingüística i Filosofia: Massachusetts Institute of Technology, 1995

## Llibres
- Proceedings of the 18th West Coast Conference on Formal Linguistics, Cascadilla Press, 1999 (with Sonya Bird, Jason Haugen, and Peter Norquest)
- The Syntax of Verb Initial Languages, Oxford University Press, 2000 (with Eithne Guilfoyle) Arxivat 2007-03-11 a Wayback Machine.
- Papers in Honor of Ken Hale (MITELF1), MITWPL, 2000 (with Eloise Jelinek and MaryAnn Willie)
- Syntax: A Generative Introduction, Blackwell Publishers, 2002 Arxivat 2006-02-10 a Wayback Machine.
- Formal Approaches to Function: In honor of Eloise Jelinek, John Benjamins Publishers, 2003, (with Heidi Harley and MaryAnn Willie) Arxivat 2011-09-27 a Wayback Machine.
- Verb First: On the Syntax of Verb Initial Languages, John Benjamins Publishers, 2005, (with Heidi Harley and Sheila Dooley) Arxivat 2011-09-27 a Wayback Machine.
- Syntax: A Generative Introduction: Second Edition. Wiley-Blackwell, 2006
- Constituent Structure, Oxford University Press, 2008 Arxivat 2011-05-25 a Wayback Machine.
- Irish Nouns, Oxford University Press, 2008 Arxivat 2011-06-04 a Wayback Machine.
- Constituent Structure, 2nd Edition, Oxford University Press, 2010
- Modern Syntax: A Course Book, Cambridge University Press, 2011.
- Formal Approaches to Celtic Linguistics. Cambridge Scholars Press, 2011